# Список фентезійних фільмів 1940-х років
Список фентезійних фільмів, випущених у 1940-х роках. Ці фільми включають основні елементи фентезі.

## Список
| 1940                                                                                                |                                                                        |                 |                                                                                            |
| «Синій птах» (англ. «The Blue Bird»)                                                                | Волтер Ленг                                                            | США             | Ширлі Темпл, Найджел Брюс, Гейл Сондергаард                                                |
| «Фантазія» (англ. «Fantasia»)                                                                       | Джеймс Алгар                                                           | США             | Леопольд Стоковський, Дімс Тейлор                                                          |
| «Хоппіті повернувся» (англ. «Hoppity Goes To Town»)                                                 | Шамус Кюлхейн, Дейв Фляйшер                                            | США             | Кенні Гарднер, Джек Мерсер, Тедд Пірс                                                      |
| «Мільйон років до нашої ери» (англ. «One million B. C.»)                                            | Гарольд Роуч                                                           | США             | Віктор Метюр, Керол Лендіс, Лон Чейні-молодший, Конрад Найджел                             |
| «Піноккіо» (англ. «Pinocchio»)                                                                      | Бен Шарпстін, Хемілтон Ласк                                            | США             | Кліфф Едвардс, Дік Джонс, Крістіан Руб, Волтер Кетлетт                                     |
| «Багдадський злодій» (англ. «The Thief of Bagdad»)                                                  | Людвіг Бергер, Майкл Пауелл, Тім Вілан                                 | США             | Конрад Фейдт, Сабу Дастагир, Джон Джастін                                                  |
| «Наше містечко» (англ. «Our Town»)                                                                  | Сем Вуд                                                                | США             | Вільям Голден, Марта Скотт, Фей Бейнтер                                                    |
| «Позавтра» (англ. «Beyond Tomorrow»)                                                                | Альберт Едвард Сазерленд                                               | США             | Річард Карлсон, Чарльз Віннінгер, Марія Успенська, Джин Паркер                             |
| 1941                                                                                                |                                                                        |                 |                                                                                            |
| «Диявол і Деніел Вебстер» (англ. «The Devil and Daniel Webster»)                                    | Вільям Дітерле                                                         | США             | Едвард Арнольд, Волтер Г'юстон, Джеймс Крейг , Енн Ширлі, Джейн Дарвелл                    |
| «Дамбо» (англ. «Dumbo»)                                                                             | Бен Шарпстін                                                           | США             | Едвард Брофі, Верна Фелтон, Кліфф Едвардс, Герман Бінг                                     |
| «Ось і містер Джордан» (англ. «Here Comes Mr. Jordan»)                                              | Шамус Кюлхейн, Дейв Фляйшер                                            | США             | Александр Холл, Роберт Монтгомері, Клод Рейнс, Евелін Кейс, Джеймс Глісон                  |
| «Залізна корона» (італ. «La corona di ferro»)                                                       | Алессандро Блазетті                                                    | Італія          | Еліза Чегані, Луїза Феріда, Ріна Мореллі, Джино Черві, Массімо Джіротті                    |
| «Незгідливий дракон» (англ. «The Reluctant Dragon»)                                                 | Альфред Веркер, Хемілтон Ласк                                          | США             | Роберт Бенчлі, Френсіс Гіффорд, Нана Брайант , Хемілтон Ласк                               |
| «Пригоди капітана Марвел» (англ. «Adventures of Captain Marvel»)                                    | Вільям Вітні, Джон Інгліш                                              | США             | Том Тайлер, Джуніор Коглан, Вільям Бенедикт, Луїза Каррі                                   |
| «Кров Ісусова» (англ. «The Blood of Jesus»)                                                         | Спенсер Вільямс мол.                                                   | США             | Кетрін Кевінесс, Спенсер Вільямс мол.                                                      |
| 1942                                                                                                |                                                                        |                 |                                                                                            |
| «Бембі» (англ. «Bambi»)                                                                             | Девід Генд                                                             | США             | Донні Дунаган, Харді Олбрайт, Джон Сазерленд                                               |
| «Котолюди» (англ. «Cat People»)                                                                     | Жак Турнер                                                             | США             | Сімона Сімон, Кент Сміт                                                                    |
| «Я одружився з відьмою» (англ. «I Married a Witch»)                                                 | Рене Клер                                                              | США             | Фредрік Марч, Вероніка Лейк, Сесіл Келлауей, Сьюзен Гейворд, Роберт Бенчлі, Роберт Воррік  |
| «Вечірні відвідувачі» (фр. «Les Visiteurs du soir»)                                                 | Марсель Карне                                                          | Франція         | Арлетті, Ален Кюні, Марсель Ерран, Габріель Габріо, Жан д'Ід                               |
| «Пригоди Кукуручіто та Піноккіо» (ісп. «Aventuras de Cucuruchito y Pinocho»)                        | Карлос Вехар Сервантес                                                 | Мексика         | Франциско Джамбріна, Пітер Ельвіро                                                         |
| 1943                                                                                                |                                                                        |                 |                                                                                            |
| «Хлопець на ім'я Джо» (англ. «A Guy Named Joe»)                                                     | Віктор Флемінг                                                         | США             | Спенсер Трейсі, Айрін Данн, Ворд Бонд, Джеймс Глісон                                       |
| «Щаслива земля» (англ. «Happy Land»)                                                                | Ірвінг Пічел                                                           | США             | Дон Амічі, Френсіс Ді, Гаррі Кері, Енн Разерфорд                                           |
| «Мюнхгаузен» (нім. «Münchhausen»)                                                                   | Йозеф фон Бакі                                                         | Третій Рейх     | Ганс Альберс, Фердинанд Маріан, Лео Слезак, Бернгард Ґецке, Едуард фон Вінтерштайн         |
| «Небеса зачекають» (англ. «Heaven Can Wait»)                                                        | Ернст Любіч                                                            | США             | Дон Амічі, Джин Тірні, Чарльз Коберн, Марджорі Мейн                                        |
| «Музика небес» (англ. «Heavenly Music»)                                                             | Джозеф Берн                                                            | США             | Ерік Блор, Стівен Герей, Фріц Фельд                                                        |
| «Рука диявола» (фр. «La Main du diable»)                                                            | Жан-Поль Ле Шануа                                                      | Франція         | П'єр Френе, Жослін Гаель, Ноель Роквер, Гійом де Сакс                                      |
| 1944                                                                                                |                                                                        |                 |                                                                                            |
| «Це сталося завтра» (англ. «It Happened Tomorrow»)                                                  | Рене Клер                                                              | США             | Дік Павелл, Лінда Дарнелл, Едгар Кеннеді                                                   |
| «Кісмет» (англ. «Kismet»)                                                                           | Вільям Дітерле                                                         | США             | Рональд Колман, Марлен Дітріх, Едвард Арнольд                                              |
| «Кощій Безсмертний» (рос. «Кащей Бессмертный»)                                                      | Олександр Роу                                                          | СРСР            | Сергій Столяров, Георгій Мілляр, Іван Рижов                                                |
| «Кентервільський привид» (англ. «The Canterville Ghost»)                                            | Жуль Дассен                                                            | США             | Чарльз Лотон, Роберт Янг, Маргарет О'Браєн, Реджинальд Оуен                                |
| «Прокляття котолюдей» (англ. «The Curse of the Cat People»)                                         | Роберт Вайз                                                            | США             | Сімона Сімон, Кент Сміт, Джейн Рендолф, Енн Картер                                         |
| «Між двох світів» (англ. «Between Two Worlds»)                                                      | Едвард А. Блатт                                                        | США             | Джон Гарфілд, Пол Генрейд, Сідні Ґрінстріт, Елінор Джин Паркер, Едмунд Гвенн               |
| «Королева джунглів» (англ. «Jungle Queen»)                                                          | Льюїс Д. Коллінз, Рей Тейлор                                           | США             | Едді Куіллан, Дуглас Дамбріл, Лоїс Колліер, Рут Роман, Тала Бірелл                         |
| 1945                                                                                                |                                                                        |                 |                                                                                            |
| «Веселий дух» (англ. «Blithe Spirit»)                                                               | Девід Лін                                                              | Велика Британія | Рекс Гаррісон, Констанція Каммінгс, Маргарет Рутерфорд                                     |
| «Зачарована хатинка» (англ. «The Enchanted Cottage»)                                                | Джон Кромвель                                                          | США             | Дороті Макгвайр, Роберт Янг, Герберт Маршалл, Мілдред Нетвік, Спрінг Дель Баїнтон          |
| «Портрет Доріана Грея» (англ. «The Picture of Dorian Gray»)                                         | Альберт Левін                                                          | США             | Джордж Сандерс, Донна Рід, Гард Гетфілд, Анджела Ленсбері, Пітер Лоуфорд                   |
| «Сільві та привид» (фр. «Sylvie et le fantôme»)                                                     | Клод Отан-Лара                                                         | Франція         | Одетт Жуає, Франсуа Пер'є́, П'єр Ларкей, Жан Десаї                                          |
| «Тисяча й одна ніч» (англ. «A Thousand and One Nights»)                                             | Альфред Грін                                                           | США             | Евелін Кейс, Філ Сільверс, Адель Джергенс, Дасті Андерсон                                  |
| «Йоланда і крадій» (англ. «Yolanda and the Thief»)                                                  | Вінсент Міннеллі                                                       | США             | Фред Астер, Люсіль Бремер, Френк Морган                                                    |
| «Ріг сурмить опівночі» (англ. «The Horn Blows at Midnight»)                                         | Рауль Волш                                                             | США             | Джек Бенні, Алексіс Сміт, Долорес Моран                                                    |
| 1946                                                                                                |                                                                        |                 |                                                                                            |
| «Янгол на моєму плечі» (англ. «Angel on My Shoulder»)                                               | Арчі Мейо                                                              | США             | Пол Муні, Енн Бакстер, Клод Рейнс                                                          |
| «Красуня і чудовисько» (фр. «Sylvie et le fantôme»)                                                 | Жан Кокто                                                              | Франція         | Жан Маре, Жозетт Дей, Мішель Оклер                                                         |
| «Питання життя і смерті» (англ. «A Matter of Life and Death»)                                       | Майкл Лейтам Пауелл, Емерик Прессбургер                                | Велика Британія | Дейвід Нівен, Кім Гантер, Річард Аттенборо                                                 |
| «Зіграй мою музику» (англ. «Make Mine Music»)                                                       | Боб Кормак, Клайд Джеронімі, Джек Кінні, Хемільтон Ласкі, Джошуа Мідор | США             | Едді Нельсон, Діна Шор, Сестри Ендрюс                                                      |
| «Кам'яна квітка» (рос. «Каменный цветок»)                                                           | Олександр Птушко                                                       | СРСР            | Володимир Дружников, Тамара Макарова, Михайло Трояновський                                 |
| «Це дивовижне життя» (англ. «It's a Wonderful Life»)                                                | Френк Капра                                                            | США             | Джеймс Стюарт, Донна Рід, Лайонел Беррімор, Томас Мітчелл, Генрі Треверс, Б'юла Бонді      |
| 1947                                                                                                |                                                                        |                 |                                                                                            |
| «Дружина єпископа» (англ. «The Bishop's Wife»)                                                      | Генрі Костер                                                           | США             | Кері Грант, Лоретта Янґ, Девід Найвен, Монті Вуллі, Джеймс Глісон                          |
| «Попелюшка» (рос. «Золушка»)                                                                        | Надія Кошеверова, Михайло Шапіро                                       | СРСР            | Яніна Жеймо, Олексій Консовський, Ераст Гарін, Фаїна Раневська, Олена Юнгер                |
| «Диво на 34-й вулиці» (англ. «Miracle on 34th Street»)                                              | Джордж Сітон                                                           | США             | Морін О'Гара, Джон Пейн, Едмунд Ґвенн, Наталі Вуд, Портер Гел, Вільям Фролей, Джером Ковен |
| «Падіння на землю» (англ. «Down to Earth»)                                                          | Александр Холл                                                         | США             | Ріта Гейворт, Ларрі Паркс, Марк Платт, Роланд Калвер, Джеймс Глісон                        |
| «Привид і місіс Мюр» (англ. «The Ghost and Mrs. Muir»)                                              | Джозеф Манкевич                                                        | США             | Джин Тірні, Рекс Гаррісон, Джордж Сандерс, Една Бест, Ванесса Браун                        |
| «Лише небо знає» (англ. «Heaven Only Knows»)                                                        | Альберт С. Рогелл                                                      | США             | Роберт Каммінгс, Браян Донлеві, Марджорі Рейнольдс, Білл Гудвін, Джон Літел                |
| 1948                                                                                                |                                                                        |                 |                                                                                            |
| «Білл і Ку» (англ. «Bill and Coo»)                                                                  | Дін Ріснер                                                             | США             | Кен Мюррей, Джордж Бартон                                                                  |
| «Містер Пібоді і русалка» (англ. «Mr. Peabody and the Mermaid»)                                     | Ірвінг Пічел                                                           | США             | Вільям Павелл, Енн Бліт, Айрін Герві, Андреа Кінг                                          |
| «Один дотик Венери» (англ. «One Touch of Venus»)                                                    | Вільям Альфред Сейтер                                                  | США             | Роберт Вокер, Ава Гарднер, Річард Хеймс, Ів Арден, Ольга Сан Хуан                          |
| «Портрет Дженні» (англ. «Portrait of Jennie»)                                                       | Вільям Дітерле                                                         | США             | Дженніфер Джонс, Джозеф Коттен, Етель Беррімор, Ліліан Ґіш, Сесіл Келлауей                 |
| «Навпаки» (англ. «Vice Versa»)                                                                      | Пітер Устінов                                                          | Велика Британія | Роджер Лівсі, Ентоні Ньюлі, Петула Кларк                                                   |
| 1949                                                                                                |                                                                        |                 |                                                                                            |
| «Пригоди Ікабода та містера Тоада» (англ. «The Adventures of Ichabod and Mr. Toad»)                 | Джек Кінні, Клайд Джеронімі, Джеймс Алгар, Бен Шарпстін                | США             | Ерік Блор, Джеймс О'Меллі, Бінґ Кросбі, Пінто Колвіг                                       |
| «Янкі з Коннектикуту при дворі короля Артура» (англ. «A Connecticut Yankee in King Arthur's Court») | Тей Гарнетт                                                            | США             | Тей Гарнетт, Бінґ Кросбі, Ронда Флемінг, Седрік Гардвік                                    |
| «Аліса в Дивокраї» (англ. «Alice in Wonderland»)                                                    | Даллас Бауер                                                           | Франція         | Стівен Мюррей, Ернест Мілтон, Памела Браун, Фелікс Ейлмер                                  |
| «Сирена з Атлантиди» (англ. «Siren of Atlantis»)                                                    | Артур Ріплі                                                            | США             | Джон Брам, Марія Монтез, Жан-П'єр Омон, Денніс О'Кіф                                       |
| «Могутній Джо Янг» (англ. «Mighty Joe Young»)                                                       | Меріан Купер, Ернест Шодсак                                            | США             | Террі Мур, Бен Джонсон, Роберт Армстронг, Френк Макхью, Дуглас Фоулі                       |
| «Пеппі Довгапанчоха» (швед. «Pippi Långstrump»)                                                     | За Ганвалла                                                            | Швеція          | Вівека Серлакіус, Торд Гарнмарк, Беріт Есслер, Бенкт-Оке Бенктссон                         |